# معضوضة عذقية
معضوضة عذقية (الاسم العلمي:Momordica corymbifera) هي نوع من النباتات تتبع جنس المعضوضة من الفصيلة القرعية.